# Hydrobia minuta
Hydrobia minuta är en snäckart som beskrevs av Henry Roland Totten. Hydrobia minuta ingår i släktet Hydrobia och familjen tusensnäckor. Inga underarter finns listade i Catalogue of Life.